# Petites sœurs de Saint Joseph de Montgay
Les Petites sœurs de Saint Joseph de Montgay sont une congrégation religieuse féminine enseignante et hospitalière de droit pontifical.

## Histoire
En 1835, le Père Joseph Rey (1798-1874) fonde un refuge à Oullins pour la protection morale et matérielle des enfants vagabonds. Pour diriger son œuvre, il rassemble une communauté de prêtres et de frères. Le service domestique au refuge est d'abord assuré par les sœurs de Saint Joseph de Lyon, mais en 1844 le Père Rey décide de fonder un institut de religieuses spécialisées pour son œuvre. Les premières aspirantes prennent l'habit religieux le 2 février 1845. L'année suivante, le fondateur acquiert l'abbaye de Cîteaux, pour y créer une colonie pénitentiaire agricole pour enfants.
En juin 1888, un garçon évadé de Cîteaux accuse différents frères de maltraitance et de crimes pédophiles. Le fait était sans doute vrai malgré des dépositions contradictoires. Les journaux anticléricaux dont le Le Progrès de Lyon relaient l'information qui est évoquée devant l'Assemblée nationale et entraîne le retrait de la reconnaissance d’utilité publique des frères de Saint-Joseph, qui sont dispersés de force,.
Les trappistes récupèrent le monastère en 1898 et les sœurs, qui ne sont pas touchées par le scandale et la dissolution, s'installent à Montgay qui devient leur maison-mère. Elles dirigent des orphelinats et s'occupent de l'extension de leur œuvre en Amérique du Sud. C'est ensuite l'Espagne en 1953. L'institut est reconnu de droit pontifical en 1984.

## Activités et diffusion
Les sœurs se consacrent à l'assistance dans les maisons de soins préventifs et de rééducation, mais aussi à soigner les malades et à scolariser les enfants dans les écoles et les jardins d'enfants.
Elles sont présentes en : 
- Europe : France, Espagne[4].
- Amérique : Argentine, Uruguay[5],[6].

La maison-mère est à Fontaines-sur-Saône.
En 2017, la congrégation comptait 90 sœurs dans 17 maisons.